# Erpeldange (Eschweiler)
Erpeldange (en luxemburguès: Ierpeldeng; en alemany: Erpeldingen) és una vila i capital de la comuna d'Eschweiler situada al districte de Diekirch del cantó de Wiltz. Està a uns 28 km de distància de la ciutat de Luxemburg.